# HUSUM Wind
Die HUSUM WIND ist eine deutsche Fachmesse für Windenergie. Sie findet seit 1989 alle zwei Jahre auf dem Messegelände in Husum statt. Von 2008 bis 2012 hieß sie HUSUM WindEnergy. Bis zur Einführung der WindEnergy Hamburg war sie die internationale Windenergieleitmesse.

## Geschichte
Die erste „Messe“ fand als Husumer Windenergietage mit Fachtagung vom 13. bis 15. Oktober 1989 in Husum statt. Ideengeber war Uwe Thomas Carstensen als Vorsitzender der Deutschen Gesellschaft für Windenergie (DGW) in Zusammenarbeit mit Luise Junge, Herausgeberin des Windkraftjournals. Der große Zuspruch der Aussteller und der Besucher sowie unterstützender Institutionen haben die DGW und die Fördergesellschaft Windenergie (FGW) veranlasst, die „Husumer Windenergietage“ 1991 durchzuführen, Veranstalter war ebenso wie im Jahre 1993 die Husum-Messe – Messe-, Veranstaltungs- und Verlagsgesellschaft mbH, ein Unternehmen der WINKRA -Recom in Hannover. In den Jahren 1995, 1997 und 1999 wurde die Messe umbenannt in „HusumWind“; Veranstalter war die Wellmann & Klein Unternehmensberatung. 2001 hieß die Messe „windtech Husum“; 2003 bis 2007 hieß sie wieder „HusumWind“; 2008 und 2010 „Husum WindEnergy“ und wurde in den Jahren 2001 bis 2010 veranstaltet von der Husumer Wirtschaftsgesellschaft mbH & Co KG (HWG).
Die Messe im Jahre 2005 fand an fünf Ausstellungstagen statt. Insgesamt 525 Aussteller und mehr als 15.000 Besucher mit einem Fachbesucheranteil von mehr als 90 Prozent wurden gezählt.
Die 10. Messe fand vom 18.–22. September 2007 statt. Rund 640 verschiedene Aussteller aus 25 Ländern zeigten ihre Produkte und Dienstleistungen.
2008 wurden 743 Aussteller und 24.643 Besuchern aus 69 Ländern gezählt.
Im September 2010 fand die 12. Messe mit 972 Ausstellern in sechs Hallen statt. Mit 35.585 Messe- und Kongress-Besuchern aus 81 Ländern konnte sie ein Wachstum von 40 Prozent gegenüber 2008 verzeichnen. In dem im August 2010 neu erbauten NordseeCongressCentrum fand der zugehörige Kongress statt.
Die Messe 2012, vom 18. bis 22. September, füllte acht Hallen. Insgesamt waren 1.123 Aussteller und 30.015 Besucher aus rund 90 Ländern auf dem 58.000 Quadratmeter großen Ausstellungsgelände vertreten.
2014 fand nach längeren Kooperationsverhandlungen die erste WindEnergy Hamburg statt; 2015 hieß die HUSUM WIND ihre zahlreichen Aussteller und Besucher wieder willkommen.